# وودی جکسون
وودی جکسون (انگلیسی: Woody Jackson؛ زادهٔ ۱۰ ژوئن ۱۹۷۰) آهنگساز، تهیه‌کننده موسیقی و موسیقی‌دان اهل ایالات متحده آمریکا است. او بیشتر برای آهنگسازی بازی‌های ویدئویی رد دد ریدمپشن، اتومبیل‌دزدی بزرگ ۵، تنجرین دریم و رد دد ریدمپشن ۲ شناخته می‌شود. وی از سال ۱۹۹۲ میلادی تاکنون مشغول فعالیت بوده‌است.